# 푸삥 궁전

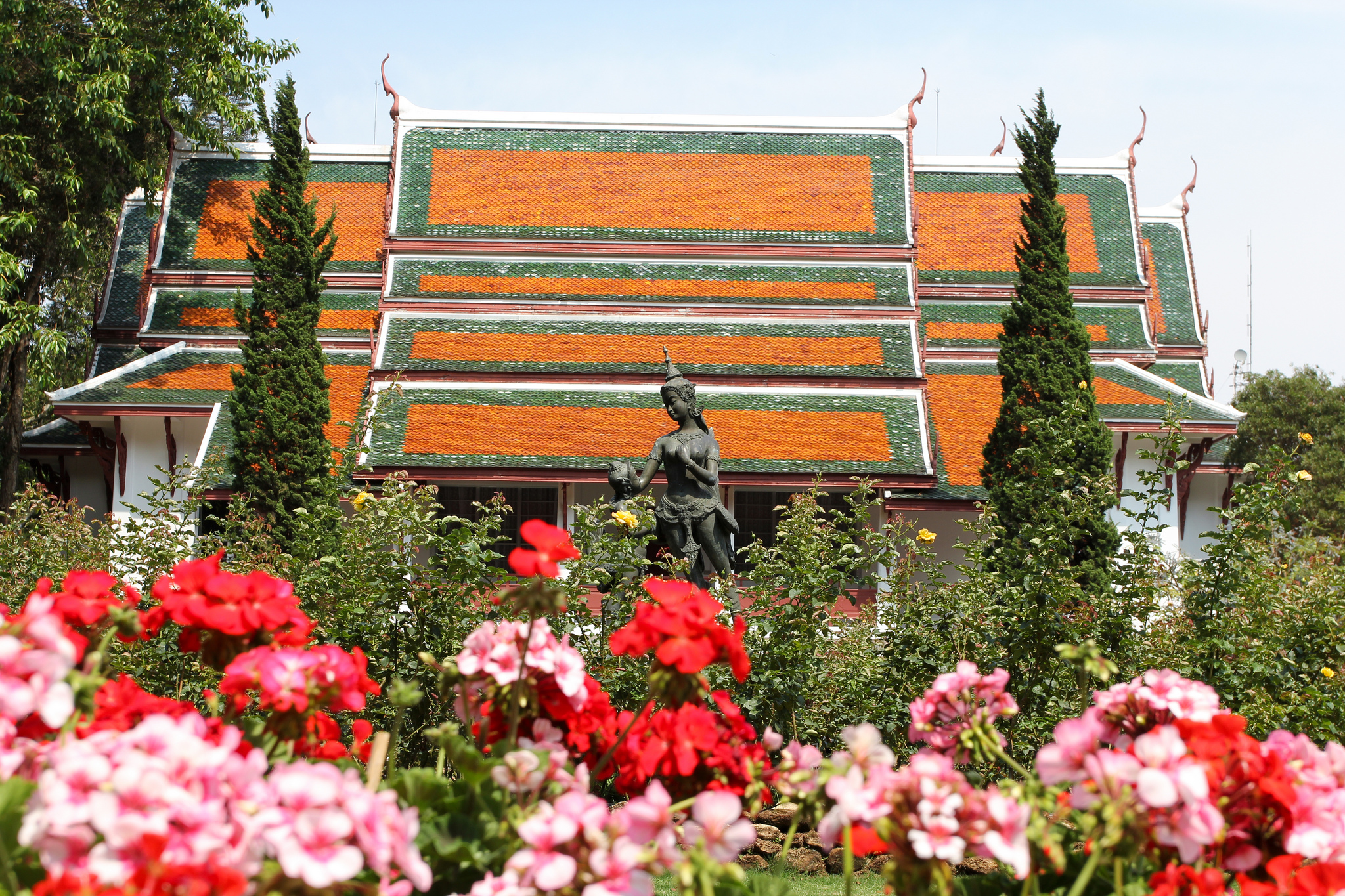
푸삥 궁전

푸삥 궁전, 푸핑 궁전(태국어: พระตำหนักภูพิงคราชนิเวศน์, 영어: Bhubing Rajanives Palace)은 태국 치앙마이주 무앙군 도이부악하(Doi Buak Ha)의 궁전이다.

## 역사
1961년 치앙마이주의 방문 중에 왕가의 공간을 제공하기 위해 설립되었다. 또, 현직에 있는 외부인들을 수용하기 위한 사랑채가 있다. 치앙마이를 바라볼 수 있는 산맥에 지어졌으므로 시원한 산 공기를 접할 수 있다는 장점이 있다. 장미정원(Suan Suwaree)이 특히 유명하며, 여기에 온대식물이 자라고 있는데 이는 태국에서 흔히 볼 수 있는 것이 아니다.
이 궁전은 왕가가 거주할 때(일반적으로 1~3월)를 제외하고는 대중에게 공개되어 있다.